# 阿富汗伊斯蘭國
阿富汗伊斯蘭國是阿富汗历史上的一个政权。1992年4月30日，親蘇政權垮台後，由伊斯兰圣战者建立。在其後的阿富汗內戰中，塔利班於1996年攻陷首都喀布爾並在次年將國號改為阿富汗伊斯蘭酋長國，北方聯盟則退至該國東北部與之對抗，并维持阿富汗伊斯兰国法统。

## 歷史
1989年蘇聯開始從阿富汗撤軍，使阿富汗各派系的游擊隊陸續攻占兵力空虛的城市，從中繳獲大量蘇軍武器。雖然蘇聯從阿富汗撤軍，但仍希望在阿富汗留下影響力，保護現有的親蘇政權。為了鞏固統治，當時的阿富汗總統穆罕默德·納吉布拉以兩院制議會取代革命委員會，但得不到各派系的支持。蘇聯撤軍後，並沒有停止對喀布爾政權的軍事援助。其後蘇聯解體，納吉布拉政府失去外援，形勢急轉直下。反对派加強了軍事攻勢，向喀布爾推進。1992年4月16日，納吉布拉宣佈辭職，阿富汗民主共和國灭亡。為了避免內戰爆發，在聯合國的斡旋下，反对派成立了一個臨時委員會，同意兩個月後成立以拉巴尼為首的臨時政府。
1992年6月，拉巴尼就任為臨時政府總統，年底成為正式總統。然而拉巴尼政府並不穩固，沒有帶來和平，各派系的混戰持續。由總理古勒卜丁·希克马蒂亚尔領導的伊斯蘭黨部隊與政府軍在喀布爾交火，造成萬多人傷亡。1993年3月，在多國斡旋下，各派系簽訂了《伊斯蘭堡和平協定》，規定拉巴尼續任總統18個月，總理直接任命內閣，各派系均可參加政府。希克馬蒂亞爾趁機安排親信進入內閣，使與拉巴尼之間的關係惡化，原本支持拉巴尼的前阿富汗民主共和國烏茲別克族將軍阿卜杜勒·拉希德·杜斯塔姆轉為支持希克馬蒂亞爾，並與拉巴尼的政府軍開戰。不斷內戰使塔利班有機可乘，至1996年9月27日喀布爾被塔利班攻陷，拉巴尼政權被推翻，他和艾哈迈德·沙阿·马苏德將軍退到东北部地區展開反抗活動。
1996年以後的拉巴尼政府雖然僅能控制阿富汗東北部的小部分國土，仍然是聯合國承認代表阿富汗的政府，直至2001年塔利班政權被推翻，新的臨時政府成立為止。